# 1966-os Formula–1 brit nagydíj
Az 1966-os Formula–1 világbajnokság negyedik futama a brit nagydíj volt.

## Futam
Brand Hatch-ben a Ferrari az olaszországi nehézipari dolgozók sztrájkja miatt nem tudott részt venni. A két Brabham indult az első két helyről Gurney Eagle-Climaxa előtt.
A verseny előtt esett, de a rajtnál már száradóban volt a pálya. A mezőny nagy része normál gumival, a két Cooper: Rindt és Surtees azonban esőgumival indult. A rajt után Jack Brabham állt az élre Rindt és Surtees előtt, azonban ahogy száradt a pálya, Hill és Clark is elkezdte támadni őket. Ahogy a két Cooper egyre lassult, Hulme is csatlakozott az üldözőkhöz, majd a 40. körben feljött a 2. helyre. Clark technikai problémák miatt kiállni kényszerült a boxba, de visszaállása után az utolsó körökben utolérte Surteest és Rindtet is: negyedik lett Brabham, Hulme és Hill mögött. Gurney motorhibával esett ki.
| Helyezés | #  | Versenyző      | Csapat/Motor        | Futott körök | Idő/Kiesés oka  | Rajthely | Pontszám |
| -------- | -- | -------------- | ------------------- | ------------ | --------------- | -------- | -------- |
| 1        | 2  | Jack Brabham   | Brabham-Repco       | 80           | 2:13:13,4       | 1        | 9        |
| 2        | 6  | Denny Hulme    | Brabham-Repco       | 80           | + 9,6           | 2        | 6        |
| 3        | 3  | Graham Hill    | BRM                 | 79           | + 1 kör         | 4        | 4        |
| 4        | 1  | Jim Clark      | Lotus-Climax        | 79           | + 1 kör         | 5        | 3        |
| 5        | 11 | Jochen Rindt   | Cooper-Maserati     | 79           | + 1 kör         | 7        | 2        |
| 6        | 14 | Bruce McLaren  | McLaren-Serenissima | 78           | + 2 kör         | 13       | 1        |
| 7        | 7  | Chris Irwin    | Brabham-Climax      | 78           | + 2 kör         | 12       |          |
| 8        | 22 | John Taylor    | Brabham-BRM         | 76           | + 4 kör         | 16       |          |
| 9        | 25 | Bob Bondurant  | BRM                 | 76           | + 4 kör         | 14       |          |
| 10       | 19 | Guy Ligier     | Cooper-Maserati     | 75           | + 5 kör         | 17       |          |
| 11       | 24 | Chris Lawrence | Cooper-Ferrari      | 73           | + 7 kör         | 19       |          |
| HN       | 21 | Bob Anderson   | Brabham-Climax      | 70           | Helyezés nélkül | 10       |          |
| HN       | 20 | Jo Siffert     | Cooper-Maserati     | 70           | Helyezés nélkül | 11       |          |
| Kiesett  | 12 | John Surtees   | Cooper-Maserati     | 67           | Erőátvitel      | 6        |          |
| Kiesett  | 18 | Jo Bonnier     | Brabham-Climax      | 42           | Kuplung         | 15       |          |
| Kiesett  | 2  | Peter Arundell | Lotus-BRM           | 32           | Váltó           | 20       |          |
| Kiesett  | 4  | Jackie Stewart | BRM                 | 17           | Motorhiba       | 8        |          |
| Kiesett  | 17 | Mike Spence    | Lotus-BRM           | 15           | Olajszivárgás   | 9        |          |
| Kiesett  | 16 | Dan Gurney     | Eagle-Climax        | 9            | Motorhiba       | 3        |          |
| Kiesett  | 23 | Trevor Taylor  | Shannon-Climax      | 0            | Motorhiba       | 18       |          |

## Statisztikák
Vezető helyen:
- Jack Brabham: 80 (1-80)

Jack Brabham 9. győzelme,  6. pole-pozíciója, 7. leggyorsabb köre, 3. mesterhármasa (pp, lk, gy)
- Brabham 4. győzelme.